# Кондрашина (Иркутская область)
Кондра́шина — упразднённая деревня в Киренском районе Иркутской области. Входила в Юбилейнинское муниципальное образование. Исключена из учётных данных в 2023 году.

## География
Находится на правом берегу реки Лена, в 4 км (по Лене) к юго-западу от центра сельского поселения, посёлка Юбилейный.

## История
В январе 2023 года внесен законопроект об упразднении деревни.
Упразднена Законом Иркутской области от 06.04.2023 № 29-ОЗ «Об упразднении отдельных населенных пунктов Иркутской области и о внесении изменений в отдельные законы Иркутской области»

## Население
| 2002 | 2010 | 2011 | 2012 |
| ---- | ---- | ---- | ---- |
| 46   | ↘0   | →0   | →0   |